# Brithura imperfecta
Brithura imperfecta är en tvåvingeart som först beskrevs av Enrico Adelelmo Brunetti 1913.  Brithura imperfecta ingår i släktet Brithura och familjen storharkrankar. Inga underarter finns listade i Catalogue of Life.